# Gabriel Ruiz Galindo
Gabriel Ruiz Galindo (Guadalajara, 18 de marzo de 1908 - Ciudad de México, 31 de enero de 1999) fue un compositor y melodista mexicano. Fue socio fundador de la Sociedad de Autores y Compositores de México. Fue Premio Nacional de las Artes en 1989, junto con Manuel Esperón y Consuelo Velázquez.

## Datos biográficos
Hijo de Rosalío Ruiz y Aurelia Galindo de Ruiz. Estudió la carrera de medicina pero su verdadera vocación fue la música gusto que compartía con su hermano Jorge Carlos Ruiz Galindo. Realizó estudios musicales en Guadalajara. En 1930, ingresó al Conservatorio Nacional de Música. Cuatro años después se presentó en el Teatro Abreu, con la Orquesta Sinfónica de México como violinista, bajo la dirección de Carlos Chávez.
Las canciones de mayor aceptación popular que compuso fueron entre otras: "Amor, amor", "Desesperadamente", "Mar" y "Usted". Las tres primeras en coautoría con el poeta yucateco Ricardo López Méndez El Vate y las dos últimas con el también yucateco, José Antonio Zorrilla Martínez.
Entre más de 400 canciones compuestas por él, se encuentran otras no menos famosas como: "Condición" popularizada por Chucho Avellanet en su disco "Amor y Violines" y la otra gran canción favorita de todas las serenatas de México y Latinoamérica "Despierta" dada a conocer internacionalmente por Pedro Infante..."Despierta dulce amor de mi vida/despierta si te encuentras dormida..." ambas letras de Gabriel Luna de la Fuente.
Otro tema de éxito fue "el Vicio" / el vicio de quererte me domina/tus manos me matan cada vez que me acarician.../interpretada por el lujo de México Don Marco Antonio Muñiz, otra gloria internacional de la canción mexicana.
En 1962 fue nombrado delegado internacional para la conferencia de Roma, Italia, de la Confederación Internacional de Sociedades de Autores y Compositores (CISAC), en representación de la Sociedad de Autores y Compositores de México (SACM).
Recibió la Medalla José Clemente Orozco, otorgada por el Congreso del Estado de Jalisco en 1956. En 1980 fue merecedor del Premio Jalisco. Más tarde, también en su estado natal, en el Teatro Degollado, se le entregó un reconocimiento por parte del gobernador Flavio Romero de Velasco como  El melodista de América. 
Le sobreviven sus sobrinos nietos, Jorge Carlos Ruiz Romero, Mario Rosalío Ruíz Romero y Aurora Ruíz Romero en su natal Guadalajara, Jalisco.
Su sobrino Jorge Carlos Ruíz destacado activista social y político jalisciense conocido como "El Contralor Ciudadano".